# Alp (títol)
Alp és una paraula turca que vol dir "heroi", i lideraven els grups turcs de militars esclaus, aventurers o refugiats que fugien de l'avanç dels mongols, i que es movien per l'Àsia musulmana
Fou utilitzada a la segona meitat del segle VII pel príncep Alp Ilut'uer, vassall del cap dels Huns del Caucas Nord i el Caspi, i com a títol pels seljúcides i com havia passat amb altres títols (com inandj, kutlugh o bilge) va acabar sent el nom d'alguns prínceps de la dinastia. Entre els que el van portar com a títol cal esmentar a Imad ad-Din Zengi. Un dels sultans que el va tenir com a nom fou Alp Arslan. Després fou títol d'alguns gúrides, d'algun cap turc de Djand i algun sobirà de l'Índia.